# Carlo Canna
Pour les articles homonymes, voir Canna.

a Compétitions nationales et continentales officielles uniquement.

b Matchs officiels uniquement.
Dernière mise à jour le 27 novembre 2023.
Carlo Canna, né le 25 août 1992 à Bénévent (Italie), est un joueur international italien de rugby à XV évoluant au poste de demi d'ouverture (1,91 pour 93 kg). Il joue avec la franchise des Zebre en Pro12 ainsi qu'en équipe d'Italie depuis 2015.

## Carrière

### En équipe nationale
Il a obtenu sa première cape internationale le 22 août 2015 à l’occasion d’un match de préparation à la coupe du monde contre l'équipe d'Écosse à Turin (Italie). Jamais convoqué en équipe nationale jusqu'à maintenant et évoluant encore en Eccellenza, il est appelé en urgence par Jacques Brunel à la suite de la grave blessure de Kelly Haimona (fracture de l'avant bras) et accompagne donc Tommaso Allan à la Coupe du monde 2015.
Ses performances régulières ainsi que ses qualités balle en main et son jeu au pied lui permettent de devenir titulaire à l'ouverture à partir du Tournoi 2016.

## Palmarès

### En club
- Vainqueur du Trofeo Eccellenza en 2014

## Statistiques en équipe nationale
- 23 sélections (12 fois titulaire, 11 fois remplaçant)
- 97 points (1 essai, 10 transformations, 21 pénalités, 3 drops)
- Sélections par année : 7 en 2015, 8  en 2016, 8 en 2017
- Tournois des Six Nations disputés : 2016, 2017

En Coupe du monde :
- 2015 : 4 sélections (France, Canada, Irlande, Roumanie)
- 2019 : 3 sélections (Namibie, Canada, Afrique du Sud)